# Volato 400
Die Volato 400 ist ein Leichtflugzeug des brasilianischen Herstellers VOLATO Aeronaves e Compósitos SA.

## Konstruktion
Die Volato 400 ist als Tiefdecker mit konventionellem Leitwerk ausgelegt und verfügt über ein festes Bugradfahrwerk. Die Maschine ist fast vollständig aus Verbundwerkstoffen gefertigt. Die Kabine verfügt über vier Plätze und kann seitlich über die Tragflächen durch zwei Türen betreten werden. Die Maschine kann entweder mit dem Lycoming YIO-360 mit 134 kW oder dem Lycoming IO-540 mit 191 kW ausgestattet werden.

## Technische Daten
| Kenngröße             | Daten                                                   |
| --------------------- | ------------------------------------------------------- |
| Besatzung             | 1                                                       |
| Passagiere            | 3                                                       |
| Länge                 | 7,40 m                                                  |
| Spannweite            | m                                                       |
| Höhe                  | 2,30 m                                                  |
| Flügelfläche          | ? m²                                                    |
| Leermasse             | 630 kg                                                  |
| max. Startmasse       | 1145 kg                                                 |
| Reisegeschwindigkeit  | 240 km/h                                                |
| Höchstgeschwindigkeit | 360 km/h                                                |
| Dienstgipfelhöhe      | ? m                                                     |
| Reichweite            | 900 km                                                  |
| Triebwerke            | 1 × Lycoming YIO-360-Vierzylinder-Boxermotor mit 134 kW |